# قرقف أزرق شمال إفريقي

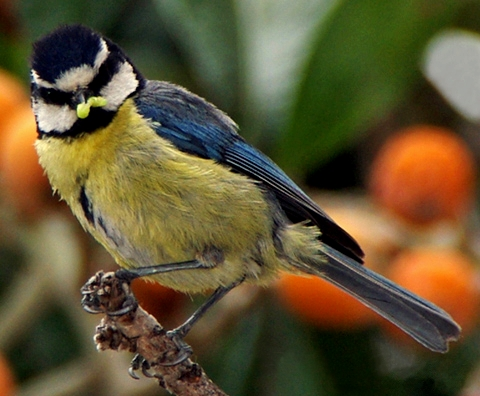
قرقف ازرق شمال افريقي

القرقف الأزرق الشمال أفريقي (Cyanistes teneriffae) هو نوع من الطيور من فصيلة القرقفيات. تتواجد في شمال أفريقيا وجزر الكناري في الغابات المعتدلة التي تعتبر موطنه الطبيعي. كان هذا النوع والقرقف الأزرق الأوراسي يعتبران سابقًا نوعًا واحدًا.

## نوع فرعي

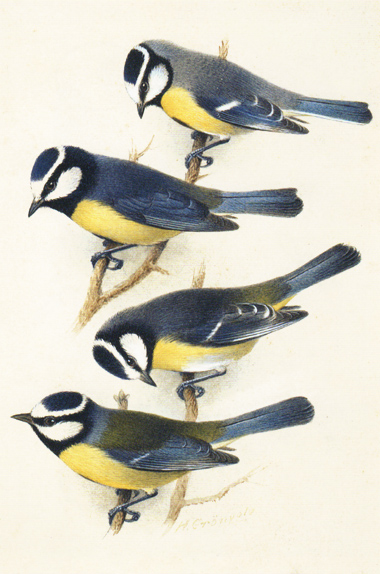
الانواع الفرعية لجزر الكناري

- قرقف الترامارين ( C. teneriffae ultramarinus ) Bonaparte ، 1841 North-West Africa) [5] ؛

- القرقف الازرق الليبي (C. teneriffae cyrenaicae) Hartert 1922.
- قرقف جزر الكناري الازرق ( C. teneriffae ssp. )

تحتوي مجموعة جزر الكناري على خمسة أنواع فرعية ( نخيل، أومبريوس، ديجينير، تينيريفي، وهيدويجاي)
الأنواع الفرعية من جزر الكناري لها رأس أزرق والنوع الأفريقي له ظهر أزرق اللون لكن مازال البحث جاريا لتقسيم هذه الأنواع لانواع فرعية
حسب دراسة نشرت عام 2007 أظهرت انه يصعب التفريق بين الأنواع الفرعية للقرقف الشمال أفريقي في أفريقيا وفويرتيفنتورا ولانزاروت في جزر الكناري وعليه تم تصنيفها جميعا تحت اسم الترامارينوس.